# Jacques-Louis Murtin
Pour les articles homonymes, voir Murtin.
Jacques-Louis Murtin, né à Bâgé-le-Châtel (Ain) le 13 mars 1904 et mort à Neuilly-sur-Seine (Seine) le 28 février 1966, est un célèbre aviateur de la Seconde Guerre mondiale.
Observateur en 1927, pilote en 1928, Jacques-Louis Murtin commande de 1937 à 1941 le groupe de chasse I/5, unité stationnée à Reims, sur la Base aérienne 112, puis, après l'armistice, en Afrique française du Nord. En AFN, il est nommé inspecteur de l’aviation de chasse (1943). Abattu au large des côtes algériennes lors d’une mission de Coastal Command début 1944, il doit être amputé d’une jambe.
Promu au grade de général en 1948, il commande l'année suivante la 1re division aérienne. Attaché de l’air aux États-Unis de 1950 à 1954, commandant de l’Air au Maroc de 1954 à 1955, il est adjoint au commandant de la 4e Allied Tactical Air Force (ATAF) en 1955 puis chef d’état-major du commandement aérien allié de Centre Europe de 1957 à 1959. 
Il termine sa carrière avec le grade de général de corps aérien.

## Distinctions
Jacques-Louis Murtin était grand officier de la Légion d'honneur.
Il avait été cité à l'ordre de l'aviation de chasse en mai 1940, pendant la campagne de France, par le général de corps aérien d'Astier, commandant de la zone d'opérations aériennes nord (citation comportant l'attribution de la Croix de guerre avec étoile de vermeil) : « Brillant commandant de groupe de chasse, qui a fait preuve, depuis le début de la campagne, des plus belles qualités militaires. A, par son action personnelle, largement contribué aux succès de ses escadrilles. Exécutant plein d'allant, payant de sa personne à la tête de ses chasseurs, n'a pas hésité, le 12 mars 1940, à poursuivre seul, à l'intérieur du territoire allemand, un avion contre lequel il avait engagé le combat. »
- Grand officier de l'ordre du Ouissam alaouite (1955)[2].

## Sources
- Lucien Robineau (dir.), Les Français du ciel : dictionnaire historique, Paris, Cherche midi, coll. « Ciels du monde », 2005, 782 p. (ISBN 978-2-749-10415-7, OCLC 238648233).